# 多丽丝·莱辛
多麗絲·萊辛，CH（1919年10月22日—2013年11月17日），英國女作家，代表作有《金色筆記》等，2007年獲諾貝爾文學獎。她是迄今為止獲獎時最年長的女性諾貝爾獲獎者。此外她是歷來第三十四位女性諾貝爾獎得主，在文學獎則是第十一位。

## 生平簡介
萊辛出生於今伊朗西部的克曼沙的一個英國殖民官員的家庭，其中她的父親是當時帝國銀行的職員，在一戰中殘疾，在医院邂逅了多丽丝的母亲。她原名多麗絲·梅·泰勒(Doris May Taylor)。1925年在靠玉米種植致富的潮流鼓動下，随父母遷居非洲的英屬殖民地羅得西亞（即今“辛巴威”）南部。她的母親雄心勃勃要用愛德華時代的文明改造當地野蠻的土著的生活方式。可她的父親卻極不適應，她的家庭以耕種一塊4公頃的耕地為生，但是那塊土地始終未能有好的收成，使得萊辛一家生活並不富裕。萊辛自小在一所天主教學校中接受教育，但是她並不是天主教徒。萊辛描述自己的童年是快樂與痛苦動蕩交織的混合。她的母親執著于將她培養成一個有教養的淑女，家教嚴厲，還把她送進了女子教會學校，在學校裏修女們時常用地獄、詛咒一類的故事恐嚇、教育她。後來萊辛被送到了辛巴威首都索爾茲伯裏的一所女子中學，沒過多久，13歲的萊辛就因眼疾輟學了，她所受的正規教育也就此結束，此後依靠自學成材。15歲時她離開家當保姆。她閱讀了雇主提供的一些政治、社會學書籍，開始寫一些故事，有兩篇還發表在了南非的雜誌上。她16歲開始工作，當過電話接線員、保姆、速記員等。她曾把這段時期描寫為"地獄般孤獨"。
1939年，19歲的莱辛，同弗兰克·韦斯顿结婚，生了兩個孩子，幾年後，她私奔了。1943年離婚，她在第二次世界大戰期間，成為了一個左翼讀書俱樂部以及南罗得西亚共产党的成員，與德國難民戈特弗里德·萊辛邂逅，1945年又與戈特弗里德·萊辛結婚，戈特弗里德·萊辛其後一度出任東德駐烏干達大使，但於1979年時因為當地一場對抗當地獨裁者伊迪·阿敏的叛亂中被殺。生了一個兒子，改為現名。1949年再度離婚，雖然離了婚，她至今未結婚，根據歐美習俗，她的姓依然是萊辛。同年，萊辛帶著幼子移居英國。當時她一貧如洗，行李中只有一卷《青草在歌唱》的手稿。這部小說以一名黑人男僕殺死白人女主婦的案件為中心，揭示了非洲英殖民地複雜交錯而尖銳對立的種族關係，小說於1950年在英倫出版，得到了批評家與讀者的好評，從此一舉成名，登上了英國的文壇。
1950年，萊辛移居倫敦，在此萊辛投身反對殖民主義的政治運動，加入大不列颠共产党，並發表處女作《青草在歌唱》。但1956年匈牙利起義被蘇軍鎮壓以後，她退出了共產黨，從此再未加入。
從1950年開始到1962年《金色筆記》在商業上大獲成功之前，她的書的銷量一直十分穩定——至少，她用不著外出工作。根據她本人的計算，每週賣書的收入大約有20鎊的進賬，相當於一個工人的薪水。
由於早年作品帶有濃厚的社會與政治批判色彩，對非洲殖民地黑人的悲慘際遇尤其同情，撻伐種族隔離制度不遺餘力，甚至導致羅德西亞與南非政府將她列為不受歡迎人物。1956年起，南非白人政權禁止萊辛前往南非地區，讓她卅多年無法重返第二故鄉。直到白人政權倒台以後，萊辛才於1995年重訪南非。
1999年，萊辛拒絕大英帝国爵级司令勋章（DBE），稱帝國已不存在，政府改颁名譽勳位。
萊辛于英國當地時間2013年11月17日早間去世，享年94歲。

## 諾貝爾文學獎頒獎理由
她以懷疑主義、激情和想像力審視一個分裂的文明，她登上了這方面女性體驗的史詩巔峰。

## 访问中国大陆
1993年5月，莱辛曾到访中国，并主动要求拜访王蒙和张艺谋。在王蒙家的四合院里，两人像老朋友般拉了家常；而当时正在北京西苑宾馆跟人讨论剧本的张艺谋，则在宾馆附近的西安风味餐馆招待了莱辛。这一次会面让莱辛很高兴：“张艺谋让我体会到传统中国人身上的质朴味道。”

## 著作年表
| - 《青草在歌唱》The Grass is Singing (1950) - 《这原是老酋长的国度》This Was the Old Chief's Country (collection)(1951) - 《短篇小說五篇》Five (short stories) (1953)，獲得毛姆文學獎 - 《暴力的孩子們》（The Children of Violence Series）五部曲(1952-1969) : - Martha Quest《瑪莎·奎斯特》 (1952) - A Proper Marriage《良緣》(1954)) - A Ripple from the Storm)《風暴的餘波》 (1958) - Landlocked《被陸地圍住的》 (1965) - The Four-Gated City《四門之城》 (1969) - Going Home (memoir) (1957) - The Habit of Loving (collection) (1957) - Wine (short story) (1957) - In Pursuit of the English (nonfiction) (1960) - 《金色筆記》（The Golden Notebook） (1962)被公認是萊辛的代表作 - Play with a Tiger (play) (1962) - A Man and Two Women (collection) (1963) - African Stories (collection) (1964) | - Cat Tales貓系列: - 《特別的貓》（Particularly Cats） (stories & nonfiction) (1967) - Particularly Cats and Rufus the Survivor (1993) - 《貓語錄：大帥貓的晚年》（The Old Age of El Magnifico） (stories & nonfiction) (2000) - 《簡述地獄之行》（Briefing for a Descent into Hell） (1971) - The Temptation of Jack Orkney and other Stories (collection) (1972) - 《黑暗前的夏天》The Summer Before the Dark(1973) - A Small Personal Voice (Essays) (1974) - 《倖存者回憶錄》Memoirs of a Survivor(1974) - Canopus in Argos: Archives科幻小說系列 (1979-1983): - 《希卡斯塔》（Shikasta） (1979) - 《第三、四、五區域間的聯姻》（The Marriages Between Zones Three, Four and Five）(1980) - 《天狼星試驗》The Sirian Experiments) (1980) - 《第八號行星代表的產生》The Making of the Representative for Planet 8) (1982) - The Sentimental Agents in the Volyen Empire (1983) - Stories (collection) (1978) | - Under the pseudonym Jane Somers: - The Diary of a Good Neighbour (1983) - If the Old Could... (1984) - 《好人恐怖分子》The Good Terrorist (1985) - Prisons We Choose to Live Inside (essays, 1987) - The Wind Blows Away Our Words (1987) - 《第五個孩子》The Fifth Child((1988) - African Laughter: Four Visits to Zimbabwe (memoir) (1992) - London Observed: Stories and Sketches (collection) (1993) - Conversations (interviews, edited by Earl G. Ingersoll) (1994) - Lessing's autobiography: - Under My Skin: Volume One of My Autobiography, to 1949 (1994) - Walking in the Shade: Volume Two of My Autobiography 1949 to 1962 (1997) - Spies I Have Known (collection) (1995) - 《又來了，愛情》 Love, Again(1996) - The Pit (collection) (1996) - Mara and Dann (1999) - Ben, in the World (a sequel to The Fifth Child) ISBN 0-06-093465-4 (2000) - The Sweetest Dream ISBN 0-06-093755-6 (2001) - 《祖母》The Grandmothers : Four Short Novels ISBN 0-06-053010-3 (2003) - The Story of General Dann and Mara's Daughter, Griot and the Snow Dog (a sequel to Mara and Dann) (2005) - The Cleft (2007) |

### 獲獎年表
- 毛姆文學獎(1954年)
- 法蘭西梅迪契獎（Prix Médicis étranger） (1976)
- 歐洲文學國家獎（Österreichischer Staatspreis für Europäische Literatur） (1981)
- 德意志莎士比亞文學獎（Shakespeare-Preis der Alfred Toepfer Stiftung F. V. S., Hamburg） (1982)
- W‧H‧史密斯文學獎 (1986)
- Palermo Prize (1987)
- Premio Internazionale Mondello (1987)
- Premio Grinzane Cavour (1989)
- James Tait Black Memorial Book Prize (1995)
- 洛杉磯時報圖書獎 (1995年)
- Premio Internacional Catalunya (1999)
- David Cohen British Literary Prize (2001)
- Companion of Honour from the Royal Society of Literature (2001)
- 阿斯圖里亞斯王子獎 (2001年)
- S.T. Dupont Golden PEN Award (2002)
- 諾貝爾文學獎 (2007年)

## 作品在台灣的出版
- 程惠勤/譯，《金色筆記》，時報文化，1998年。
- 何穎怡/譯，《第五個孩子》，天培文化公司，2001年。
- 朱恩伶/譯，《浮世畸零人》，天培文化公司，2001年（《第五個孩子》續集）。
- 彭倩文/譯，《貓語錄》，時報文化，2002年。
- 范文美/譯，《我如何最終把心給丟了》，一方出版社(遠流經銷)，2003年。
- 范文美/譯，《一封未投郵的情書》，一方出版社(遠流經銷)，2003年。
- 彭倩文/譯，《特別的貓》，時報文化，2006年。
- 宋瑛堂/譯，《祖母，親愛的》，麥田出版，2019年。
- 余國芳/譯，《第五個孩子》，寶瓶文化，2019年。
- 陳才宇、劉新民/譯，《金色筆記》，麥田文化，2019年。
- 余國芳/譯，《班，無處安放》，寶瓶文化，2020年（舊譯本即前述《浮世畸零人》）。

## 在台灣的引介與研究
- 使用「台灣期刊論文索引系統」查詢，最早簡介的文章，應是陳蒼多的〈桃麗絲‧蕾莘—Doris Lessing及她的書(〈草在歌唱〉)等〉，該文刊載在1974年8月號的《書評書目》。之後簡介作家的文章，還有蔡明燁的〈波斯貓與下午茶：多麗‧萊辛(Doris Lessing)〉，該文刊載在2008年2月號的《幼獅文藝》。
- 至於萊辛的作品，〈金色筆記〉早在1989年就隨 布爾蓋斯〈現代英文小說精選評介10......〉一文，被轉載在4月號的《聯合文學》。
- 2007年12月號的《聯合文學》，有幾篇簡介作家及其作品的文章，例如：謝育昀整理的〈萊辛小檔案〉、李奭學〈超越女性主義—雜談多麗斯‧萊辛及其小說〉，以及〈第五個孩子〉的轉載。

## 外部鍵接
- Doris Lessing homepage（页面存档备份，存于） created by Jan Hanford
- Profile and overview of works in Bookmarks magazine
- Doris Lessing on MySpace（页面存档备份，存于）
- 中的“多丽丝·莱辛”
- Audio Interviews with Doris Lessing by Don Swaim of CBS Radio - RealAudio
- Joyce Carol Oates on Doris Lessing（页面存档备份，存于）
- 1988, 1992 audio interview with Doris Lessing by Don Swaim
- Doris Lessing's papers at the Harry Ransom Humanities Research Center at the University of Texas at Austin